# Gabriel Vallejo Chujfi
Gabriel Jaime Vallejo Chujfi (Pereira, 22 de septiembre de 1976) es un abogado y político colombiano. Ha sido Representante a la Cámara por el departamento de Risaralda y actualmente es el director nacional del partido Centro Democrático.
Vallejo es abogado egresado de la Pontificia Universidad Javeriana y ha cursado estudios en legislación tributaria y gobierno corporativo. Inició su carrera como director jurídico y secretario general de la Cámara de Comercio de Pereira, llegando a ser su presidente en 2006, el más joven en ocupar ese cargo. Ejerció como profesor de derecho internacional en la Universidad Católica de Pereira y fundó una firma de abogados dedicada a la consultoría en derecho corporativo y tributario.
Fue elegido representante a la Cámara en 2018 por el partido Centro Democrático, obteniendo un total de 24.000 votos. En el Congreso ha integrado la Comisión Primera y la Comisión de Ética y Estatuto del Congresista, impulsando temas relacionados con la reforma constitucional, derechos fundamentales y el orden jurídico.
Ha sido defensor de una agenda conservadora en temas como la objeción de conciencia, la protección de la familia tradicional y la oposición a políticas progresistas en educación y derechos sexuales. En 2020 enfrentó una demanda de pérdida de investidura por supuestas irregularidades en la constitución de una fundación sin ánimo de lucro, aunque el proceso no prosperó judicialmente.
En 2024 fue designado como director nacional del Centro Democrático, en reemplazo de Nubia Stella Martínez, y desde entonces ha promovido una línea de fuerte oposición al gobierno del presidente Gustavo Petro, incluyendo convocatorias a movilizaciones ciudadanas.
Es hijo de Jaime Vallejo Mejía y Diana Chujfi Ospina, y tiene cuatro hermanos. Es reconocido como uno de los políticos más influyentes del Eje cafetero, especialmente en Risaralda.

## Biografía
Gabriel Jaime Vallejo Chujfi nació en Pereira, el 22 de septiembre de 1976, en el seno de una familia tradicional de origen antioqueño y libanés. Es hijo de Jaime Vallejo Mejía y Diana Chujfi Ospina, y tiene cuatro hermanos.
Realizó sus estudios de bachillerato en colegios de la ciudad de Pereira. Posteriormente, ingresó a la Pontificia Universidad Javeriana, donde cursó la carrera de Derecho. En su formación profesional complementó sus estudios con especializaciones en legislación tributaria y gobierno corporativo.
Desde joven mostró interés por el mundo jurídico y empresarial. Inició su trayectoria en el sector público como director jurídico y luego secretario general de la Cámara de Comercio de Pereira, institución de la que en 2006 fue elegido presidente de la junta directiva, convirtiéndose en el miembro más joven en ocupar ese cargo.
A lo largo de su carrera combinó la actividad académica con la práctica profesional. Fundó una firma de abogados especializada en derecho corporativo, comercial y tributario, y fue docente de derecho internacional en la Universidad Católica de Pereira.

## Trayectoria política

### Representante a la Cámara por Risaralda
Gabriel Jaime Vallejo Chujfi fue elegido Representante a la Cámara por el departamento de Risaralda en las elecciones legislativas de 2018, con el aval del Centro Democrático, obteniendo 24.000 votos. Ejerció su curul entre el 20 de julio de 2018 y el 20 de julio de 2022, integrando la Comisión Primera, encargada de asuntos relacionados con la Constitución, los derechos fundamentales y la justicia, así como la Comisión de Ética y Estatuto del Congresista.
Durante su paso por el Congreso, Vallejo fue autor y coautor de varios proyectos de ley, entre los que se destacan:
- Proyecto de Ley sobre la Reglamentación de la Alergología Clínica: Identificado como Proyecto de Ley No. 169 de 2018 del Senado, fue presentado por el senador Alejandro Corrales Escobar y el representante Gabriel Jaime Vallejo Chujfi. Su objetivo era reglamentar el ejercicio de la alergología clínica en Colombia, estableciendo parámetros legales para la práctica profesional en esta especialidad médica. [7]

- Proyecto de Ley Estatutaria sobre el Derecho Fundamental a la Doble Conformidad: El Proyecto de Ley Estatutaria No. 304 de 2020 de la Cámara, del cual Vallejo Chujfi fue ponente, buscaba garantizar el derecho fundamental a la doble conformidad, permitiendo la revisión de fallos judiciales en segunda instancia. Sin embargo, este proyecto recibió una ponencia negativa para su primer debate.[8]

- Proposición para reformar el Código de Procedimiento Administrativo y de lo Contencioso Administrativo: Vallejo presentó una proposición relacionada con el Proyecto de Ley No. 364 de 2020 de la Cámara, que tenía como objetivo reformar el Código de Procedimiento Administrativo y de lo Contencioso Administrativo (Ley 1437 de 2011) para reducir la congestión judicial. [9]

- Participación en el Proyecto de Ley Estatutaria para crear un Sistema Judicial Especial en Salud: El representante participó en el Proyecto de Ley Estatutaria No. 363 de 2020 de la Cámara, que proponía la creación de un Sistema Judicial Especial en Salud, estableciendo una jurisdicción especializada para atender casos del sector salud.[10]

Además, participó activamente en debates legislativos clave mediante la presentación de múltiples proposiciones que buscaban modificar el alcance o mejorar el contenido normativo de los siguientes proyectos:
- Reforma al Código Electoral Colombiano (Proyecto de Ley Estatutaria No. 234 de 2020 Senado - 409 de 2020 Cámara): Presentó más de 20 proposiciones relacionadas con temas como la depuración del censo electoral, garantías de transparencia en el escrutinio, fortalecimiento de la participación política de las minorías y regulación de la propaganda electoral.[11]

- Modificaciones al Código General Disciplinario (Ley 1952 de 2019): Propuso ajustes normativos al Proyecto de Ley que reformaba este código, con el objetivo de clarificar los procedimientos disciplinarios aplicables a servidores públicos, mejorar las garantías procesales y garantizar una mayor eficacia en las sanciones administrativas.[12]

- Oposición al Proyecto de Acto Legislativo sobre uso recreativo del cannabis (Acto Legislativo No. 002 de 2020 Cámara): Presentó proposiciones en contra de la modificación del artículo 49 de la Constitución que buscaba permitir el porte y consumo recreativo de cannabis para adultos, argumentando los riesgos para la salud pública y la necesidad de proteger a los menores de edad frente a una posible normalización del consumo.[13]

Su actividad parlamentaria estuvo marcada por una firme defensa de valores conservadores, incluyendo la oposición a la legalización del aborto y la eutanasia, y la promoción de la familia como núcleo esencial de la sociedad. Fue una de las voces más visibles del uribismo en la Cámara durante el gobierno de Iván Duque y luego como excongresista en oposición al gobierno Petro.

### Presidente del Centro Democrático
En abril de 2024, Gabriel Jaime Vallejo Chujfi fue designado como director nacional del partido Centro Democrático, sucediendo a Nubia Stella Martínez. Desde su llegada a la dirección, Vallejo ha liderado una estrategia de firme oposición al Gobierno Gustavo Petro, promoviendo activamente movilizaciones ciudadanas y cuestionando diversas reformas estructurales del Ejecutivo.
Una de sus principales denuncias públicas ha sido la supuesta retención injustificada de recursos por parte del gobierno nacional, destinados al funcionamiento de los partidos políticos de oposición. En julio de 2024, Vallejo acusó al gobierno Petro de no desembolsar los dineros correspondientes a las colectividades opositoras, señalando que esto ponía en riesgo la operación democrática del sistema político colombiano.
Vallejo también ha abogado por una renovación interna en el partido, destacando la necesidad de incluir liderazgos emergentes y figuras ajenas al ámbito político tradicional. En declaraciones ofrecidas a medios regionales, señaló que el Centro Democrático debe acercarse más a las bases sociales y adoptar una agenda más ciudadana.
Su gestión al frente del partido se ha caracterizado por una combinación de oposición parlamentaria activa, movilización popular y esfuerzos por reposicionar al Centro Democrático como la principal fuerza política conservadora del país.
Entre los logros alcanzados durante su dirección se destacan:
- La consolidación de una red de coordinadores departamentales y municipales que fortalecieron la estructura regional del partido.

- El relanzamiento de la Escuela de Formación Política del Centro Democrático, con módulos en ideología, gestión pública y liderazgo juvenil.

- La organización de múltiples movilizaciones pacíficas a nivel nacional en rechazo a las reformas sociales impulsadas por el gobierno de Gustavo Petro.

- El aumento en la afiliación formal de militantes y simpatizantes a través de plataformas digitales.

- La articulación de bancadas regionales para ejercer oposición coordinada desde concejos municipales, asambleas departamentales y el Congreso.

## Historial electoral
A continuación, se muestra el historial electoral de Vallejo, registro que detalla las contiendas en las que ha sido candidato, los resultados obtenidos, los cargos a los que ha aspirado y el respaldo recibido en cada proceso electoral:
|  | 07.63 % |

|  | 04.30 % |

## Controversias

### Demanda de Pérdida de Investidura
En agosto de 2020, Vallejo fue objeto de una demanda de pérdida de investidura por presunta inhabilidad, al haber estado vinculado a una fundación sin ánimo de lucro que habría celebrado contratos con entidades públicas mientras él ejercía como congresista. La demanda fue presentada ante el Consejo de Estado por ciudadanos que alegaban posible conflicto de intereses. Sin embargo, el alto tribunal determinó que no existían méritos suficientes para decretar la pérdida de investidura y archivó el caso.

### Declaraciones sobre Paridad de Género en la Rama Judicial
En marzo de 2021, durante una sesión legislativa, Vallejo fue objeto de críticas tras declarar que "la mujer no es igual al hombre" en el marco del debate sobre la paridad de género en la elección de magistrados en altas cortes. La afirmación se produjo durante la discusión del Proyecto de Ley Estatutaria 329 de 2020, que promovía la implementación de mecanismos de equidad de género en las ternas para designación de magistrados. Las declaraciones generaron una fuerte reacción por parte de congresistas, organizaciones sociales y medios de comunicación, que calificaron su intervención como discriminatoria y contraria a los principios constitucionales de igualdad.

### Lapsus del Código de Ética de Campaña
En enero de 2022, durante la presentación del código de ética de su campaña al Congreso, Vallejo protagonizó un lapsus que generó polémica en medios de comunicación y redes sociales. Al referirse a prácticas asociadas con la corrupción política, declaró: “Si mal político es pedir contratos, exigir coimas, exigir comisiones (…) soy el peor político de todos”. La frase, ampliamente difundida, fue interpretada por algunos sectores como una autoincriminación. Posteriormente, Vallejo aclaró que se trató de un error de expresión y que su intención era rechazar ese tipo de conductas, no admitirse culpable de ellas. El incidente fue objeto de burlas, memes y críticas en el marco de la contienda electoral.

### Acusaciones contra Francia Márquez
En mayo de 2022, Vallejo fue objeto de una controversia tras realizar afirmaciones en redes sociales en las que insinuaba que Francia Márquez, entonces candidata a la Vicepresidencia por el Pacto Histórico, tenía supuestos vínculos con el grupo armado ELN. Las acusaciones, sin pruebas, generaron rechazo por parte de sectores políticos y sociales. Márquez interpuso una denuncia por injuria y calumnia, lo que dio lugar a una audiencia de conciliación ante la Fiscalía. Como resultado, Vallejo aceptó retractarse públicamente y ofreció disculpas a través de sus plataformas digitales, reconociendo que no contaba con evidencia verificable para sustentar sus señalamientos.